# Hela köret
Hela Köret var ett motorprogram som sändes i SVT under 2005. Programledare var Jonas Leksell och reporter var Olle Garp. Programmet handlade om motorfordon och trafik och var främst riktat till ungdomar. Inslagen i programmet hade i regel en ungdomskoppling, t.ex. kunde det handla om mopeder, radiostyrda bilar, folkrace eller att ta körkort.
Ett återkommande inslag var en realityserie där tittarna fick följa ett antal ungdomar i deras körkortsutbildning. Inslaget kallades De lämpade och det fanns ett tävlingsmoment där priset var en svart sportbil. Domare för tävlingen var trafiklärarna Jeanette Jedbäck Hindenburg och Jean Gergi.[källa behövs]